# Arceburgo
Arceburgo é um município brasileiro do estado de Minas Gerais. Sua população recenseada em 2022 era de 9 177 habitantes. O município tem uma área de 162,875 km² e a densidade demográfica é de 56,3 hab/km².